# Hohenwarth
Hohenwarth település Németországban, azon belül Bajorországban. Lakosainak száma 1934 fő (2023. december 31.).

## Népesség
A település népessége az elmúlt években az alábbi módon változott:
| Lakosok száma | 474  | 1129 | 1865 | 2129 | 1921 | 1890 | 1881 | 1915 | 1950 | 1934 |
|               | 1875 | 1950 | 1975 | 1987 | 2012 | 2014 | 2016 | 2017 | 2021 | 2023 |